# Nationalliga A (Handball) 2016/17
Die Spielzeit 2016/17 war die 68. reguläre Spielzeit der Schweizer Nationalliga A im Handball der Männer. Die Saison begann am 31. August 2016 und endete am 20. Mai 2017.

## Modus
Gespielt wurden von den 10 Teams zwei Doppelrunden zu je 18 Spielen.
Danach wurde eine Finalrunde mit den besten sechs Mannschaften aus der Hauptrunde gespielt. Die besten vier Teams ermittelten den Schweizer Meister im Playoff-Stil. Die Halbfinals und der Final wurden nach dem Modus Best-of-Five gespielt.
Die anderen vier Mannschaften aus der Hauptrunde ermittelten in einer Abstiegsrunde den direkten Absteiger. Die zweitletzte Mannschaft der Abstiegsrunde spielte zwei Barragespiele gegen den Zweiten der Nationalliga B.

## Hauptrunde

### Rangliste
| Pl. |  | Verein                             | Sp. | S  | U | N  | Tore      | Diff. | Punkte  |
| --- |  | ---------------------------------- | --- | -- | - | -- | --------- | ----- | ------- |
| 1.  |  | Kadetten Schaffhausen (M) (C) (SC) | 18  | 15 | 0 | 3  | 0554:4920 | +62   | 030:60  |
| 2.  |  | Pfadi Winterthur                   | 18  | 12 | 2 | 4  | 0481:4250 | +56   | 026:100 |
| 3.  |  | HC Kriens-Luzern                   | 18  | 12 | 1 | 5  | 0498:4550 | +43   | 025:110 |
| 4.  |  | Wacker Thun                        | 18  | 11 | 1 | 6  | 0502:4440 | +58   | 023:130 |
| 5.  |  | BSV Bern Muri                      | 18  | 7  | 3 | 8  | 0468:4580 | +10   | 017:190 |
| 6.  |  | HSC Suhr Aarau (A)                 | 18  | 8  | 1 | 9  | 0441:4530 | −12   | 017:190 |
| 7.  |  | TSV St. Otmar St. Gallen           | 18  | 7  | 1 | 10 | 0487:5340 | −47   | 015:210 |
| 8.  |  | GC Amicitia Zürich                 | 18  | 5  | 3 | 10 | 0486:4890 | −3    | 013:230 |
| 9.  |  | RTV 1879 Basel (R)                 | 18  | 4  | 2 | 12 | 0429:5150 | −86   | 010:260 |
| 10. |  | TSV Fortitudo Gossau               | 18  | 1  | 2 | 15 | 0467:5480 | −81   | 04:320  |

Stand: 19. Oktober 2017
| Zum Hauptrundenende 2016/17: |                                                           |
|                              |                                                           |
|                              | Qualifikation für die Finalrunde                          |
|                              | Abstiegsrunde                                             |
|                              |                                                           |
| Zum Saisonende 2015/16:      |                                                           |
| (M)                          | Schweizer Meister 2016/17: Kadetten Schaffhausen          |
| (C)                          | Cup-Sieger 2016/17: Kadetten Schaffhausen                 |
| (SC)                         | SuperCup-Sieger 2016/17: Kadetten Schaffhausen            |
| (R)                          | Sieger der Barrage 2016/17: TSV Fortitudo Gossau          |
| (A)                          | Aufsteiger aus der Nationalliga B 2016/17: HSC Suhr Aarau |

### Kreuztabelle
Die Kreuztabelle stellt die Ergebnisse aller Spiele dieser Saison dar. Die Heimmannschaft ist in der linken Spalte, die Gastmannschaft mit dem Vereinswappen in der obersten Zeile aufgelistet.
| 2016/17                  | BSV Bern Muri | GC Amicitia Zürich | HC Kriens-Luzern | HSC Suhr Aarau | Kadetten Schaffhausen | Pfadi Winterthur | TSV Fortitudo Gossau | TSV St. Otmar St. Gallen | RTV 1879 Basel | Wacker Thun |
| ------------------------ | ------------- | ------------------ | ---------------- | -------------- | --------------------- | ---------------- | -------------------- | ------------------------ | -------------- | ----------- |
| BSV Bern Muri            |               | 21:21              | 19:27            | 23:24          | 30:31                 | 25:24            | 28:28                | 29:20                    | 31:18          | 23:28       |
| GC Amicitia Zürich       | 27:27         |                    | 25:28            | 22:31          | 29:34                 | 25:30            | 28:23                | 36:24                    | 24:17          | 25:22       |
| HC Kriens-Luzern         | 29:24         | 28:28              |                  | 23:19          | 33:27                 | 27:25            | 41:28                | 25:23                    | 30:26          | 28:29       |
| HSC Suhr Aarau           | 22:23         | 33:30              | 27:19            |                | 27:29                 | 21:22            | 28:25                | 27:29                    | 19:19          | 23:22       |
| Kadetten Schaffhausen    | 30:26         | 30:29              | 32:23            | 24:33          |                       | 29:26            | 38:33                | 35:26                    | 34:19          | 28:22       |
| Pfadi Winterthur         | 24:20         | 26:19              | 29:25            | 27:19          | 23:24                 |                  | 32:31                | 34:27                    | 30:23          | 30:20       |
| TSV Fortitudo Gossau     | 24:28         | 24:37              | 31:32            | 25:27          | 25:32                 | 16:19            |                      | 30:31                    | 24:23          | 25:31       |
| TSV St. Otmar St. Gallen | 29:36         | 35:29              | 24:22            | 25:21          | 28:37                 | 27:27            | 33:29                |                          | 27:30          | 27:34       |
| RTV 1879 Basel           | 22:33         | 25:24              | 19:31            | 35:24          | 30:27                 | 25:31            | 25:25                | 26:32                    |                | 26:30       |
| Wacker Thun              | 29:22         | 31:28              | 20:27            | 31:16          | 30:32                 | 22:22            | 35:21                | 27:20                    | 39:21          |             |
| Stand: 19. Oktober 2017  |               |                    |                  |                |                       |                  |                      |                          |                |             |

### Tabellenverlauf
|                          | 1  | 2  | 3  | 4  | 5  | 6  | 7  | 8  | 9  | 10 | 11 | 12 | 13 | 14 | 15 | 16 | 17 | 18 |
| ------------------------ | -- | -- | -- | -- | -- | -- | -- | -- | -- | -- | -- | -- | -- | -- | -- | -- | -- | -- |
| Kadetten Schaffhausen    | 9  | 10 | 9  | 6  | 4  | 4  | 3  | 4  | 3  | 1  | 1  | 1  | 1  | 1  | 1  | 1  | 1  | 1  |
| Pfadi Winterthur         | 6  | 5  | 8  | 5  | 3  | 3  | 4  | 3  | 2  | 2  | 4  | 4  | 4  | 3  | 3  | 2  | 2  | 2  |
| HC Kriens-Luzern         | 1  | 6  | 7  | 4  | 2  | 2  | 2  | 1  | 1  | 4  | 3  | 2  | 3  | 4  | 2  | 3  | 3  | 3  |
| Wacker Thun              | 2  | 1  | 1  | 1  | 1  | 1  | 1  | 2  | 4  | 3  | 2  | 3  | 2  | 2  | 4  | 4  | 4  | 4  |
| BSV Bern Muri            | 4  | 8  | 6  | 9  | 9  | 9  | 7  | 6  | 6  | 6  | 7  | 7  | 8  | 8  | 8  | 7  | 6  | 5  |
| HSC Suhr Aarau           | 8  | 3  | 4  | 8  | 6  | 5  | 5  | 5  | 5  | 5  | 5  | 5  | 5  | 5  | 5  | 5  | 5  | 6  |
| TSV St. Otmar St. Gallen | 3  | 7  | 3  | 7  | 8  | 8  | 9  | 9  | 9  | 8  | 8  | 8  | 6  | 6  | 6  | 6  | 7  | 7  |
| GC Amicitia Zürich       | 7  | 4  | 5  | 2  | 5  | 6  | 6  | 7  | 8  | 7  | 6  | 6  | 7  | 7  | 7  | 8  | 8  | 8  |
| RTV 1879 Basel           | 5  | 2  | 2  | 3  | 7  | 7  | 8  | 8  | 7  | 9  | 9  | 9  | 9  | 9  | 9  | 9  | 9  | 9  |
| TSV Fortitudo Gossau     | 10 | 9  | 10 | 10 | 10 | 10 | 10 | 10 | 10 | 10 | 10 | 10 | 10 | 10 | 10 | 10 | 10 | 10 |
| Stand: 19. Oktober 2017  |    |    |    |    |    |    |    |    |    |    |    |    |    |    |    |    |    |    |

### Torschützenliste
| Pl. | Spieler                 | Tore | Schnitt | Mannschaft               |
| --- | ----------------------- | ---- | ------- | ------------------------ |
| 01. | Gábor Császár           | 215  | 6,3     | Kadetten Schaffhausen    |
| 02. | Nicolas Suter           | 174  | 5,8     | GC Amicitia Zürich       |
| 03. | Tim Aufdenblatten       | 164  | 5,9     | HSC Suhr Aarau           |
| 04. | Aleksandar Radovanović  | 148  | 4,6     | HC Kriens-Luzern         |
| 05. | Bruno Kozina            | 141  | 5,0     | RTV 1879 Basel           |
| 06. | Patrick Romann          | 138  | 4,9     | HSC Suhr Aarau           |
| 07. | Rareș Jurcă             | 137  | 5,3     | RTV 1879 Basel           |
| 08. | Ondřej Zdráhala         | 134  | 6,7     | TSV St. Otmar St. Gallen |
| 09. | Igor Milović            | 131  | 4,4     | TSV St. Otmar St. Gallen |
| 10. | Manuel Philipp Frietsch | 130  | 4,6     | GC Amicitia Zürich       |

### Zuschauertabelle
|                      | Verein                   | Zuschauer | pro Spiel | Auslastung | ausverkauft |
| -------------------- | ------------------------ | --------- | --------- | ---------- | ----------- |
| 01.                  | Wacker Thun              | 16'368    | 1'091     | 54,55 %    | 0/9         |
| 02.                  | Kadetten Schaffhausen    | 14'598    | 0'811     | 23,85 %    | 0/9         |
| 03.                  | Pfadi Winterthur         | 12'300    | 0'723     | 31,43 %    | 0/9         |
| 04.                  | HC Kriens-Luzern         | 11'120    | 0'695     | 53,46 %    | 0/9         |
| 05.                  | HSC Suhr Aarau           | 10'028    | 0'716     | 35,80 %    | 0/9         |
| 06.                  | BSV Bern Muri            | 08'590    | 0'613     | 40,87 %    | 0/9         |
| 07.                  | TSV St. Otmar St. Gallen | 09'100    | 0'606     | 17,31 %    | 0/9         |
| 08.                  | TSV Fortitudo Gossau     | 04'865    | 0'324     | 38,12 %    | 0/9         |
| 09.                  | GC Amicitia Zürich       | 04'482    | 0'298     | 9,93 %     | 0/9         |
| 10.                  | RTV 1879 Basel           | 04'370    | 0'291     | 19,40 %    | 0/9         |
| Gesamt               | Gesamt                   | 95'821    | 0'622     | 32,47 %    | 0/9         |
| Stand: 29. Juli 2017 |                          |           |           |            |             |

## Abstiegsrunde

### Rangliste
| Pl. |  | Verein                   | Sp. | S  | U | N  | Tore      | Diff. | Punkte  |
| --- |  | ------------------------ | --- | -- | - | -- | --------- | ----- | ------- |
| 1.  |  | TSV St. Otmar St. Gallen | 30  | 12 | 1 | 17 | 0818:8620 | −44   | 025:350 |
| 2.  |  | GC Amicitia Zürich       | 30  | 10 | 4 | 16 | 0809:8250 | −16   | 024:360 |
| 3.  |  | TSV Fortitudo Gossau     | 30  | 10 | 2 | 18 | 0800:8520 | −52   | 022:380 |
| 4.  |  | RTV 1879 Basel           | 30  | 8  | 3 | 19 | 0755:8600 | −105  | 019:410 |

Stand: 29. Juli 2017
| Zum Saisonende 2016/17: |                                                |
|                         |                                                |
|                         | Saison beendet                                 |
|                         | Barrage                                        |
|                         | Direkter Abstieg in die Nationalliga B 2017/18 |

## Finalrunde

### Rangliste
| Pl. |  | Verein                | Sp. | S  | U | N  | Tore      | Diff. | Punkte  |
| --- |  | --------------------- | --- | -- | - | -- | --------- | ----- | ------- |
| 1.  |  | Kadetten Schaffhausen | 28  | 21 | 2 | 5  | 0849:7570 | +92   | 044:120 |
| 2.  |  | Pfadi Winterthur      | 28  | 20 | 3 | 5  | 0755:6560 | +99   | 043:130 |
| 3.  |  | HC Kriens-Luzern      | 28  | 17 | 1 | 10 | 0748:7240 | +24   | 035:210 |
| 4.  |  | Wacker Thun           | 28  | 16 | 2 | 10 | 0758:6930 | +65   | 034:220 |
| 5.  |  | BSV Bern Muri         | 28  | 9  | 5 | 14 | 0720:7370 | −17   | 023:330 |
| 6.  |  | HSC Suhr Aarau        | 28  | 8  | 3 | 17 | 0663:7090 | −46   | 019:370 |

Stand: 29. Juli 2017
| Zum Hauptrundenende 2016/17: |                                |
|                              |                                |
|                              | Qualifikation für die Playoffs |
|                              | Saison beendet                 |

## Barrage
|                      | Gesamt |              | Hinspiel | Rückspiel |
| -------------------- | ------ | ------------ | -------- | --------- |
| TSV Fortitudo Gossau | 54:50  | Lakers Stäfa | 28:29    | 26:21     |

## Playoffs

### Playoff-Baum
|  | Halbfinal | Halbfinal             | Halbfinal |  |  | Final | Final                 | Final |
|  |           |                       |           |  |  |       |                       |       |
|  |           |                       |           |  |  |       |                       |       |
|  | 1         | Kadetten Schaffhausen | 3         |  |  |       |                       |       |
|  | 4         | Wacker Thun           | 0         |  |  |       |                       |       |
|  |           |                       |           |  |  | 1     | Kadetten Schaffhausen | 3     |
|  |           |                       |           |  |  | 2     | Pfadi Winterthur      | 0     |
|  | 2         | Pfadi Winterthur      | 3         |  |  |       |                       |       |
|  | 3         | HC Kriens-Luzern      | 1         |  |  |       |                       |       |
|  |           |                       |           |  |  |       |                       |       |

### Halbfinal
|                       |   |                  | Serie | 1     | 2     | 3     | 4     | 5 | [HR] | [FR] |
| --------------------- | - | ---------------- | ----- | ----- | ----- | ----- | ----- | - | ---- | ---- |
| Kadetten Schaffhausen | – | Wacker Thun      | 3:0   | 30:20 | 30:29 | 28:26 | –     | – | [:]  | [:]  |
| Pfadi Winterthur      | – | HC Kriens-Luzern | 3:1   | 21:30 | 23:20 | 26:25 | 25:22 | – | [:]  | [:]  |

HR = Hauptrunde, FR = Finalrunde

### Final
|                       |   |                  | Serie | 1     | 2     | 3     | 4 | 5 | [HR] | [FR] |
| --------------------- | - | ---------------- | ----- | ----- | ----- | ----- | - | - | ---- | ---- |
| Kadetten Schaffhausen | – | Pfadi Winterthur | 3:0   | 31:18 | 30:26 | 30:28 | – | – | [:]  | [:]  |

HR = Hauptrunde, FR = Finalrunde

### Meistermannschaft der Kadetten Schaffhausen
| Schweizer Meister Kadetten Schaffhausen | Torhüter: Simon Kindle, Kaj Stokholm, Daniel Dupjachanec, Nikola Marinovic, Aurel Bringolf Flügel links: Sergio Muggli, Andrija Pendic, Manuel Liniger Flügel rechts: Nik Tominec, Markus Richwien Rückraum links: Luka Maros, Zoran Markovic, David Graubner Rückraum Mitte: Gábor Császár Rückraum rechts: Michał Szyba, Dimitrij Küttel, Ron Delhees Kreisläufer: Johan Koch, Christoffer Brännberger, Lucas Meister<div Cheftrainer: Peter Kukučka Assistenztrainer: Markus Krauthoff |

## Spielstätten
Die Spielstätten sind nach Kapazität der Stadien geordnet.
| Verein                   | Stadion                  | Kapazität |
| ------------------------ | ------------------------ | --------- |
| TSV St. Otmar St. Gallen | Sportanlage Kreuzbleiche | 3500      |
| Kadetten Schaffhausen    | BBC-Arena                | 3400      |
| GC Amicitia Zürich       | Saalsporthalle           | 2500      |
| Pfadi Winterthur         | Eulachhalle              | 2300      |
| Wacker Thun              | Sporthalle Lachen        | 2000      |
| HSC Suhr Aarau           | Sporthalle Schachen      | 2000      |
| RTV 1879 Basel           | Basel Rankhof            | 1500      |
| BSV Bern Muri            | Sporthalle Moos Gümligen | 1500      |
| HC Kriens-Luzern         | Krauerhalle              | 1300      |
| TSV Fortitudo Gossau     | Oberbüren Thurzelg       | 0850      |